# Lonja del Pescado (Alicante)
La Lonja del Pescado es un edificio histórico localizado en el paseo Almirante Julio Guillén Tato de la ciudad española de Alicante. 
Fue construido, a partir del encargo de la junta de obras del puerto de Alicante, entre 1917 y 1921 siguiendo el proyecto del ingeniero Próspero Lafarga, quien fomentó en sus obras los estilos clásicos y orientales. El edificio fue organizado en una continuación de espacios abiertos y cerrados, mediante su estructura metálica vista y cubierta ligera que es translúcida en parte. Sus motivos ornamentales son de influencia norteafricana, con arcos de herradura, rótulos que recuerdan la escritura árabe y merlones de perfil quebrado.
Fue rehabilitado tras pasar a propiedad del ayuntamiento, y desde 1992 se utiliza como sala expositiva. Desde entonces ha acogido numerosas exposiciones de arte y actividades, como la entrega del Premio Azorín.